# Metoda Povestitorul
În storytelling, Metoda „Povestitorul”  este o metodă științifică clădită pe paradigma că povestea are o „epifanie majoră, care trebuie să livreze ascultătorilor înțelegerea sau învățătura principală a poveștii” .

## Descrierea metodei
Metoda pornește de la teoria autorilor că povestea este un model de reprezentare al procesului de înțelegere; ea reconstituind „traseul pe care omul primitiv a observat că-l urmează propria lui minte atunci când trece de la necunoaștere la înțelegere”. Iar, din această perspectivă, storytellingul devine un proces de transmitere a experienței de la povestitor către auditoriu.

### Cadrul poveștii
Crearea poveștii fiind (conform metodei) un act intenționat, înainte de conceperea firului narativ, este necesară  definirea unui cadru al poveștii care să cuprindă: premisa, epifania, evenimentul declanșator și eroul.
Premisa poveștii „reprezintă toată povestea spusă într-o singură propoziție”, adică este cea mai scurtă expunere a subiectului narațiunii. Ea nu include și nici nu sugerează înțelegerea la care urmează să ajungă ascultătorul sau cititorul poveștii, ci asigură ineditul poveștii și stimulează interesul pentru urmărirea narațiunii.
Epifania este acea învățătură pe care o identifică auditoriul poveștii în faptele expuse de către povestitor. Epifania este înțelegerea la care a ajuns povestitorul când a experimentat faptele povestite, înțelegere care, prin storytelling, este reconstruită în mintea auditoriului. Firul narativ al poveștii întruchipează lanțul cauzal și înșiruirea de operațiuni raționale pe care le face mintea omului spre a se apropia de înțelegere. Ca moment al narațiunii, epifania este partea punctului culminant  în care eroul a ajuns la înțelegere. Metoda „Povestitorul” impune ca epifania să fie stabilită deja înainte ca povestitorul să înceapă să scrie efectiv povestea.
Evenimentul declanșator este o întâmplare care introduce intriga poveștii sau care declanșează conflictul din poveste. Încercând să explice structura dramelor teatrului antic grecesc, scriitorul german Gustav Freytag a observat  că piesele încep dintr-un moment de echilibru, apoi apare evenimentul declanșator care provoacă o creștere a acțiunii și a emoției până în punctul culminant.
Eroul poveștii este personajul principal care, trecând prin anumite întâmplări, determină în mintea auditoriului epifania poveștii. Eroul este afectat de evenimentul declanșator, care-i creează o problemă, dar el neînțelegând încă natura problemei, acționează doar pe baza experienței sale anterioare. Astfel, intuiția îi va sugera o falsă soluție la problema generată de evenimentul declanșator. Această falsă soluție este numită în storytelling dorința eroului.
În punctul culminant, săvârșind epifania, eroul ajunge să înțeleagă cu adevărat natura problemei, astfel că el își va abandona sau își va corecta dorința. Faptul că eroul nu reușește să identifice de la început natura problemei este legat de o anumită slăbiciune fizică sau morală a acestuia, care în storytelling poartă numele de vulnerabilitate.

### Lumea poveștii
Descrierile lumii fizice în care se desfășoară povestea, cronotopul și ethosul despre care vorbea Aristotel formează lumea poveștii. 
Arena poveștii este spațiul în care se desfășoară povestea, iar această arenă se devoalează auditoriului prin diferite tehnici, cum ar fi: tehnica scheletului, tehnica drumețului ori tehnica vehiculului.
Planul moral (ethosul) semnifică obiceiurile, ideile, credințele și idealurile care descriu o anumită comunitate de oameni. Din perspectiva planului moral, poveștile sunt de două feluri: povești de conformare la planul moral și povești de revoluționare a planului moral.

### Povestea vorbită
Procesul de expunere publică a poveștii implică înțelegerea modului în care se construiesc și funcționează emoțiile, precum și modul în care povestitorul poate asigura transferul emoțiilor. În scenă, povestitorul trebuie să se asigure că poate capta și păstra atenția auditoriului.
Povestitorul nonverbal este un concept pe care se sprijină Metoda „Povestitorul” și care implică elemente de limbajul trupului, cum ar fi: expresiile faciale, gesturile, posturile și mișcările, pe care povestitorul trebuie să le practice în scenă pentru a se asigura că povestea transmisă nonverbal este aceeași cu cea transmisă prin cuvinte.
În cadrul metodei, se face distincție dintre elementele de limbaj nonverbal care reprezintă manifestări ale răspunsurilor emoționale și care sunt decodate la felindiferent de contextul socio-cultural, și  elementele de limbaj nonverbal care au o decodare specifică unui anumit context cultural.
Cârligele sunt instrumente de impact propuse de metodă, care captează și mențin atenția în scenă, stimulând atenția involuntară a auditoriului și resincronizând audiența cu arcul emoțional al poveștii.
Consacrarea spațiului este o tehnică a metodei prin care povestitorul, fiind în situația de a-și spune povestea într-un cadru neconvențional,  își determină imaginar limitele scenei, stabilindu-și zona echilibrului, a schimbării și a punctului culminant, identificând apoi locul fizic al ancorelor de scenă și punctele de sprijin ale privirii.

## Aplicabilitatea practică a metodei
Fiind o metodă constructivistă ce are drept scop conducerea auditoriului la o anumită înțelegere, metoda „Povestitorul” poate fi aplicată în educație, marketing, comunicare și discurs politic, teologie pastorală și chiar și în construirea pledoariilor finale ale pledanților în fața instanței de judecată.
Prin faptul că povestea este o reprezentare a procesului de înțelegere, metoda „Povestitorul” se prezintă și ca un instrument de diminuare a analfabetismului funcțional, fiind în prezent studiată de cadrele didactice din România.